# Astra 2A
O Astra 2A é um satélite de comunicação geoestacionário europeu construído pela Boeing (Hughes) que está localizado na posição orbital de 57,2 graus de longitude leste e é operado pela SES Astra, divisão da SES. O satélite foi baseado na plataforma HS-601HP/BSS-601HP e sua expectativa de vida útil era de 15 anos.

## História
A SES Astra ordenou em 1996, a construção do Astra 2A pela Hughes com base no modelo HS-601HP da empresa.
O satélite Astra 2A usa tecnologia que proporciona uma redução significativa na massa de lançamento, mantendo a expectativa de vida útil de 15 anos.
Metade da sua capacidade (14 transponders) foi reservado pela BSkyB.

## Lançamento
O satélite foi lançado com sucesso ao espaço no dia 30 de agosto de 1998, às 00:31 UTC, por meio de um veículo Proton-K/Blok-DM3, lançado a partir do Cosmódromo de Baikonur no Cazaquistão. Ele tinha uma massa de lançamento de 3.626 kg.

## Capacidade e cobertura
O Astra 2A era equipado com 32 transponders em banda Ku para fornecer Direct-to-home; transmissão, serviços de multimídia para a Europa.